# HD32650
HD32650 — хімічно пекулярна зоря спектрального класу B9, що має видиму зоряну величину в смузі V приблизно 5,4.
Вона  розташована на відстані близько 374,5 світлових років від Сонця.

## Фізичні характеристики
Зоря HD32650 обертається 
порівняно повільно 
навколо своєї осі. Проєкція її екваторіальної швидкості на промінь зору становить Vsin(i)= 23км/сек.
Телескоп Гіппаркос зареєстрував фотометричну змінність даної зорі з періодом 2,73 доби в межах від Hmin= 5,43 до Hmax= 5,37.

## Пекулярний хімічний вміст
Зоряна атмосфера HD32650 має підвищений вміст 
Si
.